# Lepidodexia huixtlaensis
Lepidodexia huixtlaensis är en tvåvingeart som beskrevs av De Souza Lopez 1983. Lepidodexia huixtlaensis ingår i släktet Lepidodexia och familjen köttflugor. Inga underarter finns listade i Catalogue of Life.